# Alfredo Pons
Alfredo Pons (Barcelona, 24 de enero de 1958 - ibídem, 23 de abril de 2002) fue un historietista, poeta y escritor español. Fue uno de los representantes de la línea chunga, variante española del cómic underground.

## Biografía
Alfredo Pons comenzó a publicar en 1974, con sólo 16 años, en la revista "Matarratos" y "Star", dedicándose, tras su cierre, a realizar ilustraciones para tiendas de lencería.
Después del servicio militar obligatorio, formó parte del equipo fundacional de la revista "El Víbora" en 1979. Fue cofundador del estudio La Omertá, que compartió con Damián Carulla, Jaime Martín, Luis A. Maldonado, Marta Guerrero  y Alberto Miranda. También trabajó con otros autores como Galiano y Muntada.
En marzo de 2002, Pons ingresó con un coma hepático el hospital de Mar, y falleció un mes después. A su funeral en el tanatorio de Sancho de Ávila asistieron Josep Maria Berenguer, Miguel Ángel Gallardo, Laura, Martí, Nazario, Onliyú y Manel Rubiales.
En 2004 el Salón del Cómic de Barcelona organizó una exposición en su honor.

## Obra
En su extensa obra hay adaptaciones que Pons hace basadas en relatos de Nike Marmer, Donald Honing, Charles Bukowski, Robert Bloch y Hal Dresner, además de retratar el ambiente nocturno y ravalero de Barcelona con sus bares, clubes nocturnos, habitaciones de hotel y prostíbulos.
La mayoría de sus  historietas fueron publicadas por el Víbora Ediciones la Cúpula realizando varias portadas e ilustraciones hasta el n.º 50. Con un dibujo oscuro y mórbido, presenta el lado más ominoso de las Ramblas barcelonesas.
- 1983 Sarita
- 1984 María Lanuit       Guion, lápices y tinta
- 1985 Internas
- 1989 Lumis
- 1991 Cómplices
- 1986 Amigas                 Guion, lápices y tinta
- 1990 Bares y mujers nº1     Guion, lápices y tinta
- 1991 Amigos                 Guion, lápices y tinta
- 1991 Historias de amor y odio
- 2004 Escalera de vecinos    Guion, lápices y tinta
- 2005 Esquina rabiosa. Colección Mercat. Edicions de Ponent. (Poemas y dibujos)
- 2013 Alta tensión , recopilación de Ediciones La Cúpula (recopilación de álbumes anteriores)